# Morti nel 1997/Marzo
| Questa pagina contiene informazioni ricavate automaticamente dalle voci biografiche con l'ausilio del template Bio e di un bot. L'aggiornamento è periodico e automatico e ricostruisce completamente la pagina. Se manca una persona in questa lista, sei pregato di non aggiungerla, ma accertati piuttosto che la sua voce biografica contenga il template Bio e che i dati anagrafici siano correttamente compilati. Se il template Bio manca, inseriscilo tu stesso o, in alternativa, metti l'avviso {{tmp\|Bio}} che ne segnala la mancanza. Se i dati riportati sono sbagliati, correggi direttamente la voce biografica; le modifiche saranno visibili in questa lista entro pochi giorni. Per chiarimenti vedi il progetto biografie. La lista contiene solo le 106 persone che sono citate nell'enciclopedia e per le quali è stato implementato correttamente il template Bio. Pagina aggiornata al 3 mar 2024. |

- 1º marzo - Heinz Abosch, giornalista e scrittore tedesco (n. 1918)
- 1º marzo - Giorgio Costantini, attore e sceneggiatore italiano (n. 1911)
- 1º marzo - Michel Jacques, calciatore francese (n. 1924)
- 1º marzo - Hans Robert Jauss, filosofo e francesista tedesco (n. 1921)
- 2 marzo - Abdel Azim Ashry, cestista, arbitro di pallacanestro e dirigente sportivo egiziano (n. 1911)
- 2 marzo - Christopher Boatwright, ballerino statunitense (n. 1954)
- 2 marzo - Amleto Frignani, calciatore italiano (n. 1932)
- 2 marzo - Walter Leinweber, hockeista su ghiaccio tedesco (n. 1907)
- 3 marzo - Giovanni Caberlotto, imprenditore e dirigente sportivo italiano (n. 1941)
- 3 marzo - Aldo Capasso, poeta e scrittore italiano (n. 1909)
- 3 marzo - Erik Waaler, medico norvegese (n. 1903)
- 4 marzo - Roger Brown, cestista e allenatore di pallacanestro statunitense (n. 1942)
- 4 marzo - Leo Catozzo, montatore e sceneggiatore italiano (n. 1912)
- 4 marzo - Robert Dicke, fisico statunitense (n. 1916)
- 4 marzo - Edward Klabiński, ciclista su strada polacco (n. 1920)
- 4 marzo - Carey Loftin, attore e stuntman statunitense (n. 1914)
- 4 marzo - Nino Nipote, cantante italiano (n. 1925)
- 4 marzo - Jolanda Verdirosi, attrice italiana (n. 1912)
- 5 marzo - Giovanni Bonfiglio, judoka e karateka italiano (n. 1913)
- 5 marzo - Frank Brennan, allenatore di calcio e calciatore scozzese (n. 1924)
- 5 marzo - Jean Dréville, regista francese (n. 1906)
- 5 marzo - Clario Onesti, pittore, fumettista e incisore italiano (n. 1921)
- 5 marzo - Dario Puccini, ispanista, traduttore e critico letterario italiano (n. 1921)
- 6 marzo - Arnaldo Graziosi, pianista e compositore italiano (n. 1913)
- 6 marzo - Cheddi Jagan, politico guyanese (n. 1918)
- 6 marzo - Aleksandra Kapałczyńska, cestista polacca (n. 1934)
- 6 marzo - Michael Manley, politico giamaicano (n. 1924)
- 7 marzo - Martin Kippenberger, artista tedesco (n. 1953)
- 7 marzo - Altymyrat Orazdurdyýew, sollevatore sovietico (n. 1969)
- 7 marzo - Agnieszka Osiecka, scrittrice, poetessa e paroliera polacca (n. 1936)
- 7 marzo - Edward Mills Purcell, fisico statunitense (n. 1912)
- 8 marzo - Leon Danielian, ballerino e coreografo statunitense (n. 1920)
- 8 marzo - Lefter Millo, calciatore albanese (n. 1966)
- 9 marzo - Jean-Dominique Bauby, giornalista francese (n. 1952)
- 9 marzo - Marie van Heel,  olandese (n. 1906)
- 9 marzo - Terry Nation, sceneggiatore gallese (n. 1930)
- 9 marzo - The Notorious B.I.G., rapper statunitense (n. 1972)
- 10 marzo - LaVern Baker, cantante statunitense (n. 1929)
- 10 marzo - Raymond Bass, ginnasta statunitense (n. 1910)
- 10 marzo - Stan Drake, fumettista statunitense (n. 1921)
- 10 marzo - Emo Marconi, scrittore italiano (n. 1917)
- 10 marzo - Johannes Theodor Suhr, vescovo cattolico danese (n. 1896)
- 10 marzo - Kinnosuke Yorozuya, attore giapponese (n. 1932)
- 11 marzo - Lars Ahlin, scrittore svedese (n. 1915)
- 11 marzo - Stefan Fernholm, discobolo e pesista svedese (n. 1959)
- 12 marzo - Hendrik Brugmans, politico olandese (n. 1906)
- 12 marzo - Wallace Wolf, nuotatore e pallanuotista statunitense (n. 1930)
- 13 marzo - Ronald Fraser, attore britannico (n. 1930)
- 14 marzo - Jurek Becker, scrittore e sceneggiatore polacco (n. 1937)
- 14 marzo - Joseph Fuchs, violinista statunitense (n. 1899)
- 14 marzo - Fred Zinnemann, regista austriaco (n. 1907)
- 15 marzo - Gail Davis, attrice statunitense (n. 1925)
- 15 marzo - Kåre Holt, scrittore norvegese (n. 1916)
- 15 marzo - Victor Vasarely, pittore ungherese (n. 1906)
- 16 marzo - Carlo Ambrogio Frigerio, politico italiano (n. 1953)
- 16 marzo - Leda Gloria, attrice italiana (n. 1908)
- 16 marzo - Kustaa Aadolf Inkeri, astronomo e matematico finlandese (n. 1908)
- 16 marzo - Zvonko Monsider, allenatore di calcio e calciatore jugoslavo (n. 1920)
- 17 marzo - Ferenc Sipos, calciatore ungherese (n. 1932)
- 17 marzo - Jermaine Stewart, cantante statunitense (n. 1957)
- 18 marzo - Enrico Auletta, calciatore italiano (n. 1922)
- 18 marzo - Daniele Badiali, presbitero e missionario italiano (n. 1962)
- 18 marzo - Jean Fievez, calciatore belga (n. 1910)
- 18 marzo - Franco Ricci, cantante e attore italiano (n. 1916)
- 18 marzo - Ilse Schwidetzky, antropologa tedesca (n. 1907)
- 19 marzo - Berta Bojetu, scrittrice, poetessa e attrice slovena (n. 1946)
- 19 marzo - Umberto Branchini, imprenditore italiano (n. 1914)
- 19 marzo - Jacques Foccart, politico, diplomatico e imprenditore francese (n. 1913)
- 19 marzo - Eugène Guillevic, poeta francese (n. 1907)
- 19 marzo - Willem de Kooning, pittore e scultore statunitense (n. 1904)
- 20 marzo - Calibi, paroliere e produttore discografico italiano (n. 1911)
- 20 marzo - Carlo Fassi, pattinatore artistico su ghiaccio italiano (n. 1929)
- 20 marzo - Gaius de Gaay Fortman, politico, funzionario e giurista olandese (n. 1911)
- 20 marzo - Anzor Lezhava, cestista sovietico (n. 1936)
- 20 marzo - Marino Marini, cantante, pianista e compositore italiano (n. 1924)
- 20 marzo - Victor Sawdon Pritchett, scrittore e critico letterario britannico (n. 1900)
- 20 marzo - Tony Zale, pugile statunitense (n. 1913)
- 21 marzo - Wilbert Awdry, scrittore e presbitero britannico (n. 1911)
- 22 marzo - Kurt Sonnenfeld, musicista e compositore austriaco (n. 1921)
- 23 marzo - Antonella Bottazzi, cantautrice italiana (n. 1944)
- 23 marzo - Pëtr Georgievič Lušev, generale sovietico (n. 1923)
- 24 marzo - Giorgio Granata, calciatore italiano (n. 1924)
- 25 marzo - Alessandro Dommarco, poeta, scrittore e traduttore italiano (n. 1912)
- 25 marzo - Leo Gasperl, sciatore alpino austriaco (n. 1912)
- 25 marzo - Oswaldo Silva, calciatore brasiliano (n. 1926)
- 25 marzo - Zhao Ziyue, attore cinese (n. 1909)
- 26 marzo - Marshall Applewhite, religioso statunitense (n. 1931)
- 26 marzo - Hartmut Losch, discobolo tedesco (n. 1943)
- 27 marzo - Bob Dillabough, hockeista su ghiaccio canadese (n. 1941)
- 27 marzo - Hugh Horner, medico e politico canadese (n. 1925)
- 27 marzo - Ella Maillart, scrittrice, fotografa e velista svizzera (n. 1903)
- 27 marzo - Émile Stijnen, calciatore belga (n. 1907)
- 28 marzo - Giovanni Ciccarelli, calciatore italiano (n. 1927)
- 28 marzo - William Raymond Philipson, botanico, esploratore e ornitologo neozelandese (n. 1911)
- 29 marzo - Jozef Bielek, calciatore slovacco (n. 1919)
- 29 marzo - Hans-Walter Eigenbrodt, calciatore tedesco (n. 1935)
- 29 marzo - Aleksandr Ivanovič Ivanov, calciatore sovietico (n. 1928)
- 29 marzo - Mario Mariotti, artista italiano (n. 1936)
- 29 marzo - Guido Morpurgo-Tagliabue, filosofo e critico letterario italiano (n. 1907)
- 29 marzo - Nicola Pasetto, politico italiano (n. 1961)
- 29 marzo - Hans Quest, attore e regista tedesco (n. 1915)
- 29 marzo - Anthony Roberts, cestista statunitense (n. 1955)
- 29 marzo - Roger Rocher, imprenditore e dirigente sportivo francese (n. 1920)
- 31 marzo - John Norman Davidson Kelly, storico e teologo inglese (n. 1909)
- 31 marzo - Friedrich Hund, fisico tedesco (n. 1896)
- 31 marzo - Lyman Spitzer, fisico e astronomo statunitense (n. 1914)